# 黄奎元

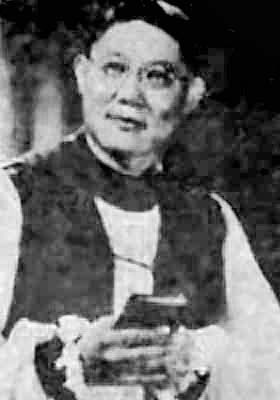

黄奎元（英語：Quentin K. Y. Huang，1902年2月22日—1973年7月2日），安徽太湖人，中华圣公会云贵教区主教。

## 生平
黃奎元早年毕业於北美聖公會創設的安慶聖保羅學校、上海聖約翰大學，后来先后獲得宾夕法尼亚州立大學文學碩士學位、費城神學院宗教學學士、碩士與神學博士學位。
南昌圣公会始建于1916年，成立于1919年，初隶圣公会湘西教区管辖。首任会长为美国籍的葛兴仁、中国籍的黄奎元，任期从1916年至1937年。1920年，南昌圣公会划归圣公会皖赣教区管辖。邓述坤接替黄奎元担任南昌圣公会第二任中国籍会长。1938年，黄奎元来到贵阳，担任贵阳圣公会首任会长。
云南和贵州的圣公会原来属于英国圣公会系统的港粤教区，称中华圣公会港粤教区云贵分区，隶属港粤教区管辖。 1935年，云贵分教区转属武汉教区。抗日战争后期，朱友漁担任来华美军随军牧师。1941年，担任美军随军牧师的朱友渔负责云贵分区。云贵分区主教为朱友渔，教区办事处设在昆明。1945年冬，港粤教区主教何明华宣布，英国圣公会无力顾及云贵，如果云贵能够自立则继续举办，无法自立则停办。
后来，经朱友渔策划，晋升黄奎元为主教，同美國圣公会挂钩，筹建云贵教区。1946年春，黄奎元以讲学为名，离开贵筑赴美国，获得美国费城神学院哲学和神学博士学位，又于1946年8月14日在加利福尼亚州圣巴巴拉县海滨诸圣座堂（All-Saints by-the-sea）举行按立主教仪式，并获美国圣公会认可，建立云贵教区。回国后，黄奎元到上海。1947年8月，中华圣公会总议会第十届会议决定，设立中华圣公会云贵教区，黄奎元任主教。
1947年，黄奎元回到昆明，随即召集了昆明、大理、曲靖、贵阳、遵义各地圣公会圣品和信徒代表在昆明举行中华圣公会云贵教区第一届教区会议，通过了《中华圣公会云贵教区宪法规例》和《中华圣云贵教区公祷书》，宣告中华圣公会云贵教区成立，并选举黄奎元为云贵教区首任主教。自此，云贵的圣公会由英国圣公会系统转入美国圣公会系统。
1949年12月，云南和平解放，黄奎元随即于12月9日在昆明被逮捕。吴耀宗和朱友渔联名致电中央人民政府最高人民法院院长沈钧儒，要求对黄奎元案进行调査了解，“如无罪即释放”。圣公会港粤教区（1950年更名为华南教区）主教何明华也电请周恩来要求释放黄奎元，并以个人名义保证黄奎元获赦免后，必留在中华人民共和国。1950年2月中国人民解放军开入昆明后，1950年3月黄奎元获释。此后不久，黄奎元便自滇缅公路经缅甸潜逃到香港。何明华为表示愤慨，在香港不给黄奎元安排工作和生活，黄奎元不久便赴美国。

## 著作
- K'uei-yüan Huang (Bp.), Now I can tell: the story of a Christian bishop under Communist persecution, Morehouse-Gorham Co., 1954.
  - 黃奎元，我控訴，漱玉译，明華書局，1957年